# Isolamento acústico
O isolamento sonoro (ou isolamento acústico) é a técnica utilizada para não deixar passar o som de um para outro ambiente, através do uso de diversos materiais: densos, pesados, entre outros, que consigam amortecer e dissipar a energia sonora (chapas metálicas, vidros, madeira maciça, parede de tijolo maciço, mantas de borracha, cortiça, tapetes, etc.). O Isolamento, como o nome já diz, tem o objetivo de impedir a passagem/saída dos sons entre distintos ambientes, entre edificações e o ambiente. 
Outro fator que influencia no isolamento é o fato de não se usar apenas uma barreira, mas criar uma sequência de obstáculos para o som ter mais dificuldade de se propagar. O uso de paredes duplas, janelas com vidros duplos ou a combinação de materiais de diferentes densidades (porta de madeira com chapa de aço) são muito importantes para se ter um bom isolamento acústico.
Neste caso, é ainda importante fazer os diferentes elementos usados não se tocarem diretamente, usando sempre espumas, borrachas e o que for conveniente para se anular a vibração.
Pelo modo que o som se propaga, cuidado para não deixar nenhum tipo de fresta entre os fechamentos, pois isso pode prejudicar todo o conjunto. Portas e caixilhos devem ter atenção especial, com o uso de espumas e borrachas para se garantir a estanqueidade do ambiente.

## A Lei da Massa
Ao duplicarmos a massa de um fechamento, aumentamos em 6 dB o índice de redução sonora. Quanto maior for a massa da superfície trabalhada, menor será sua vibração e, desta forma, menor a probabilidade de transmitir sons.
Porém, para frequências baixas, menores que a frequência de ressonância, o isolamento não obedece à Lei da Massa, dependendo sim, nestes casos, das características de rigidez do isolamento. Quando se faz necessário um isolamento consideravelmente grande, é preciso aumentar o peso do isolamento de forma considerável. Exemplo: Paredes duplas, Paredes duplas com câmara de ar, Paredes duplas com aplicação de espuma, etc.
Lei das massas para uma parede simples:
R = 13.3log(m.f)-22.5(dB) 
– m: massa parede por m2(Kg/m2) 
– f: freqüência em Hz 
Lei das massas para uma parede dupla:
R(dB)=13.3log(m1+m2)+20log(f)-35.7

## Paredes Duplas para Isolar o Ruído Aéreo

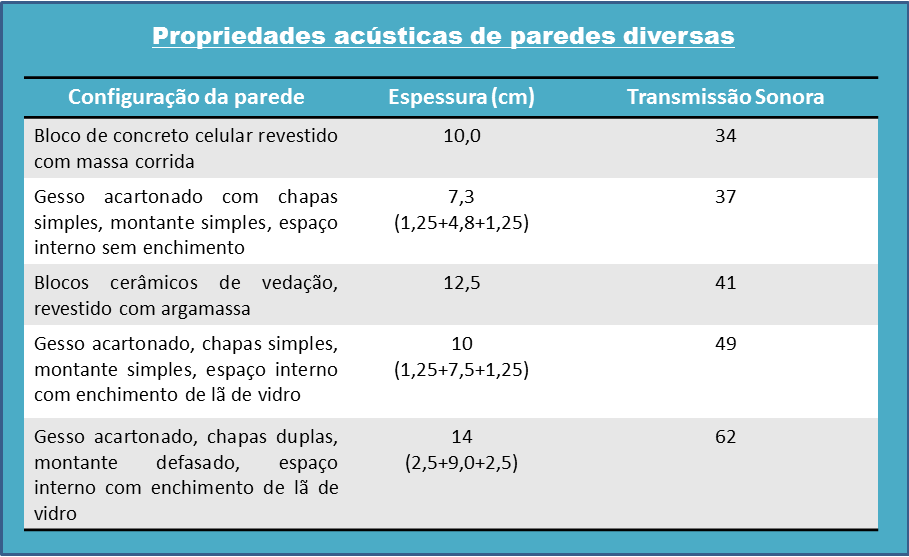
Graus de isolamento sonoro em diversos tipos de paredes

Os sons classificados como aéreos são produzidos na massa de ar ambiente, podem ser transmitidos tanto pelo ar como por elementos líquidos ou sólidos.
O mais usual nesse tipo de isolamento é a Aplicação da técnica das "Paredes Duplas". A quantidade de isolamento produzida depende das características construtivas das paredes e da intensidade do som incidente. A lei da massa indica que o isolamento aumenta em aproximadamente 6dB para cada duplicação da massa. O isolamento produzido por paredes duplas fica aproximadamente entre 5 a 10dB superior ao produzido por uma parede padrão.
Além da duplicidade das paredes, existem fatores a serem observados para impedir a passagem de ruídos entre os ambientes. Por exemplo, observar se não há janelas e portas frequentemente abertas, conhecer o material da estrutura (materiais porosos como tijolos vazados e concreto celular isolam muito menos do que materiais pesados e maciços); forros de materiais leves ou paredes que não alcançam o teto, são alguns fatores que resultam em canais de condução de ruídos.

## Isolamento sonoro em pisos
Para amenizar os ruídos que ocorrem nos pisos, devemos assentá-los (parchet, pedras, cerâmicas) sobre uma camada de areia grossa. Revestimentos de borracha também são amplamente utilizados, bem como tapetes felpudos, pisos flutuantes (composto de tábuas pregadas a sarrafos que descansem sobre uma camada de material flexível estendida sobre o entrepiso de concreto). O forro suspenso aumenta consideravelmente o isolamento de um piso referente aos ruídos aéreos.

## Isolamento Acústico em Portas e Janelas

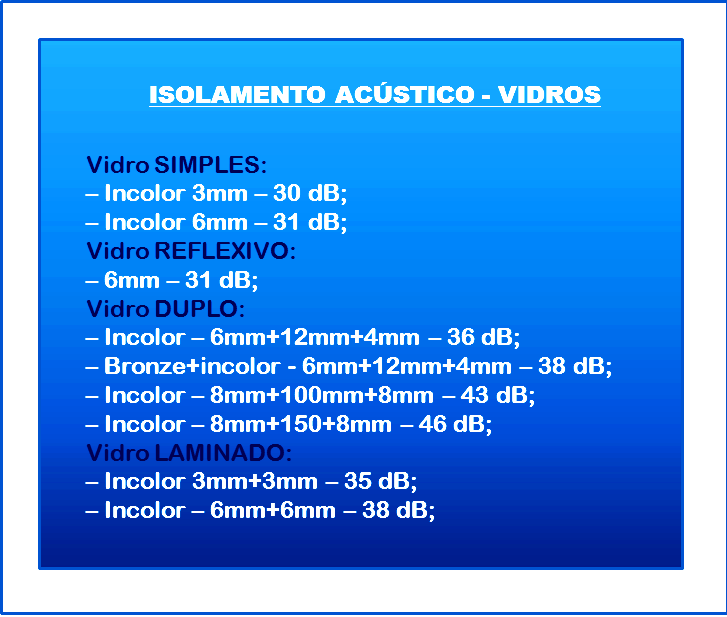
Graus de Isolamento acústico em vidros.

A qualidade das esquadrias de portas e janelas está diretamente ligada ao isolamento de ruídos. Para aumentar o desempenho destas aberturas é recomendado a aplicação de vidros duplos e laminados objetivando o aumento de massa da esquadria.

## Isolamento acústico em telhados
A adoção de telhas termoacústicas é capaz de propiciar bons níveis de atenuação na transmissao de ruidos, controlando a entrada e saída de som pelo topo das edificações.

## Principais tipos de materiais

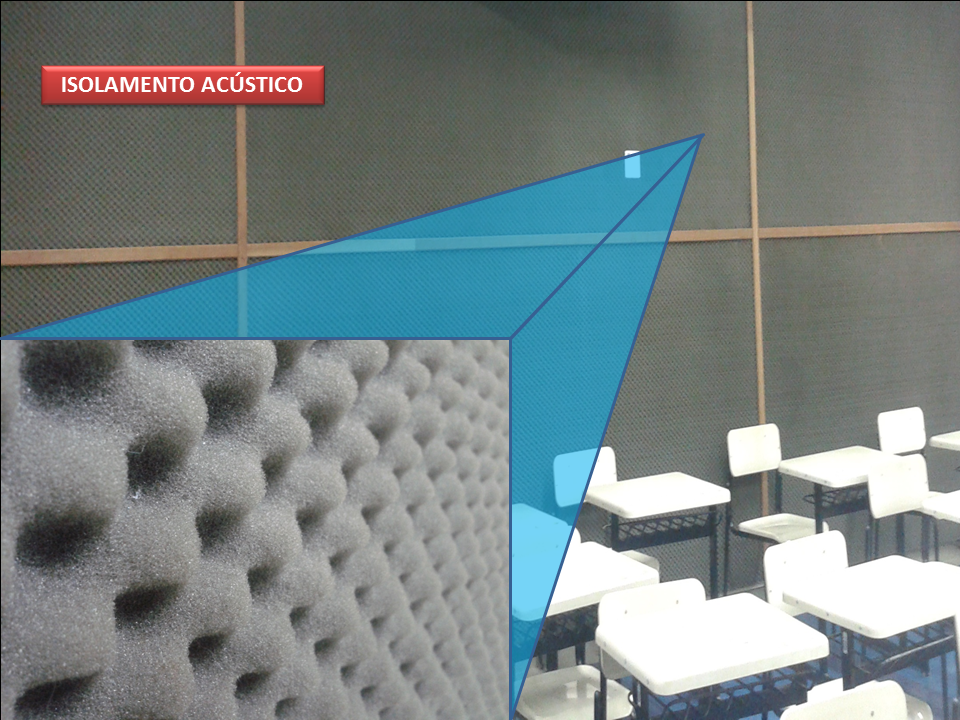
Sala de aula com isolamento acústico, aplicação de espuma.

Podemos classificar os materiais utilizados para o Isolamento Sonoro como MATERIAIS CONVENCIONAIS e MATERIAIS NÃO CONVENCIONAIS
Os materiais convencionais são aqueles habitualmente utilizados na construção civil: blocos cerâmicos, madeira, bloco de concreto/concreto celular, bloco de silico calcário, etc.
Já os materiais não convencionais são aqueles que foram projetados, estudados e desenvolvidos para atuarem como isolantes acústicos em ambientes diversos. Normalmente estes materiais também atuam como isolantes térmicos. Podem ser citados como exemplos de materiais não convencionais a Lã de vidro, espumas elastoméricas, Lã de rocha, fibra de coco (material ecologicamente correto).
MATERIAIS ISOLANTES 
-Impedem a transferência do sons entre ambientes distintos.
-São densos e pesados, como tijolo maciços, gesso, chumbo, madeira, pedras lisas. Alguns vidros com mais de 6mm de espessura podem ser inseridos nessa categoria.
MATERIAIS REFLETORES
-Podem ser isolantes, mas também contribuem para a reverberação.
-São materiais com aspecto liso, como pisos de cerâmica, massa corrida, algumas madeiras.
MATERIAIS DIFUSORES
-Refletem o som de forma difusa, espalhada.
-Apresentam-se em formato irregular como pedras ou lambris de madeira.
MATERIAIS ABSORVENTES 
-Desgastam a onda sonora, retirando parte de sua energia de propagação e transformando-a em calor.São materiais leves, de baixa densidade, fibrosos ou de poros bem abertos.
-Lã ou fibra de vidro revestido, manta de poliuretano, carpetes espessos.